# Josefine Domes
Josefine Domes (Prenzlau, 22 octobre 1981) est une actrice et musicienne allemande. 

## Filmographie
- 2002 : Big Girls Don't Cry